# Oniticellobia
Oniticellobia is een geslacht van vliesvleugeligen uit de familie Pteromalidae. De wetenschappelijke naam van dit geslacht is voor het eerst geldig gepubliceerd in 1976 door Boucek.

## Soorten
Het geslacht Oniticellobia omvat de volgende soorten:
- Oniticellobia longigastra Sureshan & Narendran, 1994
- Oniticellobia reticulata Boucek, 1976
- Oniticellobia sublaevis Boucek, 1976